# Lord Worm
Lord Worm (cuyo verdadero nombre es Dan Greening) fue el vocalista de la banda de Death metal canadiense Cryptopsy y miembro fundador de la misma. Dejó la banda en 1997 para trabajar como profesor de inglés para adultos. En ese momento, él escogió su propio reemplazo, Mike DiSalvo. En 2003, vuelve a la banda, pero la deja otra vez en abril de 2007, debido a razones de salud durante el viaje. 
Lord Worm es reconocido por sus actos en escena, durante los cuales come gusanos que él excava generalmente antes del espectáculo o los compra en una tienda de carnada. En algunos recitales también alimenta con gusanos a la audiencia.

## Discografía
- 1993 - Ungentle Exhumation (demo)
- 1994 - Blasphemy Made Flesh
- 1996 - None So Vile
- 2005 - Once Was Not